# 梵行
梵行（羅馬化：Brahmacaryā），又譯為淨行，本義是清淨的行為、值得稱讚的行為，最早源自古印度婆羅門教的梵天信仰，在婆罗门教或印度教中将修行者必修梵行的时期称爲梵行期。古印度人認為這些清淨的行為受梵天（Brahmā）讚賞，而施行這些行為者將能夠投生梵天。這個信仰被佛教接受後，佛教也稱呼出家的沙門為梵行者。

## 定義
梵行（Brahmacaryā）的字根來自於梵天（Brahmā）與行為（caryā）兩個字複合而成。梵天在色界，超出欲界，不受諸欲。修行四無量心，得四禪八定，可以得生梵天。

## 佛教用法
佛教鼓勵信徒，遵守佛教戒律，行十善道，經由此福報，得生梵天。遵守五戒、行十善道是梵行的根本。其中，以不淫欲為最重要修行。即，不接觸異性，遠離性慾，不進行手淫與性行為。

## 梵行期
梵行期，是印度教再生族四行期（又名四住期）第一階段，指二十五歲前的人生階段。這個人生階段的特點是嚴格的獨身，離開父母在森林中侍奉一位老師學習吠陀和瑜伽，須嚴格禁慾和戒酒素食。
弟子至二十五歲離開老師，回家過家庭生活，進入家住期。

## 另見
- 出家
- 出家人
- 瑜伽經
- 禁慾主義
- 棄絕期

## 外部連結
- 黃柏棋：〈初期佛教梵行思想之研究〉。
- 黃柏棋：〈梵行為何必要：論佛教興起時代之宗教倫理思想 （页面存档备份，存于）〉。